# Luis Soppelsa
Luis Soppelsa (Córdoba, Provincia de Córdoba; 4 de junio de 1963) es un piloto argentino de automovilismo de velocidad actualmente retirado. Compitió, entre otras categorías, en Turismo Nacional, TC 2000, Turismo Carretera y Superturismo Sudamericano.

## Resumen de carrera
| Temporada | Categoría                           | Equipo                       | Carreras | Victorias | Poles | VR | Podios | Puntos | Pos. |
| --------- | ----------------------------------- | ---------------------------- | -------- | --------- | ----- | -- | ------ | ------ | ---- |
| 1990      | Turismo Nacional Clase 3            | s/d                          | 11       | 0         | 0     | 1  | 2      | 53     | 4.º  |
| 1991      | Turismo Nacional Clase 3            | s/d                          | 11       | 0         | 0     | 0  | 4      | 83     | 2.º  |
| 1992      | Turismo Nacional Clase 3            | s/d                          | 12       | 1         | 1     | 1  | 6      | 101    | 4.º  |
| 1993      | Turismo Competición 2000            | Soppelsa Competición         | 13       | 0         | 0     | 0  | 0      | 8      | 17.º |
| 1994      | Turismo Competición 2000            | Pro Racing                   | 14       | 0         | 0     | 0  | 0      | 18     | 16.º |
| 1995      | Turismo Competición 2000            | Soppelsa Competición         | 12       | 0         | 0     | 0  | 0      | 17     | 16.º |
| 1996      | Turismo Carretera                   | s/d                          | 1        | 0         | 0     | 0  | 0      | 15     | 47.º |
| 1996      | Turismo Competición 2000            | Soppelsa Copello Competición | 12       | 0         | 1     | 1  | 1      | 42     | 7.º  |
| 1997      | Turismo Competición 2000            | Honda Team                   | 23       | 0         | 0     | 0  | 3      | 93     | 9.º  |
| 1998      | Campeonato Sudamericano de Turismos | Honda Team                   | 2        | 0         | 0     | 0  | 0      | -      | NC   |
| 2004      | Turismo Competición 2000            | DTA                          | 8        | 0         | 0     | 0  | 0      | 6      | 22.º |
| 2005      | Turismo Competición 2000            | Berta Motorsport             | 1        | 0         | 0     | 0  | 0      | -      | -    |
| Fuente:   |                                     |                              |          |           |       |    |        |        |      |

## Resultados

### Turismo Competición 2000
| Año  | Equipo           | Auto               | 1     | 2     | 3    | 4    | 5   | 6   | 7     | 8     | 9   | 10      | 11  | 12    | 13   | 14   | 15     | 16     | 17    | 18    | 19  | 20  | 21  | 22  | 23        | 24    | 25  | 26  | 27      | 28     | Res. | Puntos |
| ---- | ---------------- | ------------------ | ----- | ----- | ---- | ---- | --- | --- | ----- | ----- | --- | ------- | --- | ----- | ---- | ---- | ------ | ------ | ----- | ----- | --- | --- | --- | --- | --------- | ----- | --- | --- | ------- | ------ | ---- | ------ |
| 1997 |                  |                    | RAF I | RAF I | RC I | RC I | POS | POS | SJU I | SJU I | PAR | PAR     | GR  | GR    | BB I | BB I | SJU II | SJU II | RC II | RC II | NDJ | NDJ | MZA | MZA | BB II     | BB II | TRE | TRE | RAF II  | RAF II | 9.º  | 93     |
| 1997 | Honda Team       | Honda Civic VI     |       |       | Ret  | Ret  | 10  | Ex. | 5     | 4     | Ret | 19 (15) | Ret | NL    | 9    | 7    | 5      | 11     | 9     | 8     | 3   | 3   |     |     | 23† (17†) | 7     | 8   | 8   | 12 (10) | 2 (1)  | 9.º  | 93     |
| 2004 |                  |                    | GR    | VIE   | SJU  | PAR  | SL  | OBE | AG    | CON   | RC  | SRA     | BB  | BA    | RAF  | MDP  |        |        |       |       |     |     |     |     |           |       |     |     |         |        | 22.º | 6      |
| 2004 | DTA              | Chevrolet Astra II |       |       | 7    | 14   | Ret | Ret | 13†   | 13    | 9   | 23†     |     |       |      |      |        |        |       |       |     |     |     |     |           |       |     |     |         |        | 22.º | 6      |
| 2005 |                  |                    | BA I  | PAR   | VIE  | SJU  | OLA | AG  | CUR   | OBE   | RAF | SRA     | CON | BA II | SL   | GR   |        |        |       |       |     |     |     |     |           |       |     |     |         |        | -    | -      |
| 2005 | Berta Motorsport | Ford Focus I       |       |       |      |      |     |     |       |       |     |         |     | 9     |      |      |        |        |       |       |     |     |     |     |           |       |     |     |         |        | -    | -      |